# Xantusiidae
Los xantúsidos (Xantusiidae) son una familia de pequeños lagartos que se distribuyen en el sureste de Estados Unidos, México y América Central. 

## Géneros
Se distinguen los siguientes géneros:
- Subfamilia Cricosaurinae
  - Género Cricosaura Gundlach & Peters en Peters, 1863
- Subfamilia Xantusiinae
  - Género Lepidophyma Duméril, 1851
  - Género Xantusia Baird, 1859